# Fort Morgan Cay

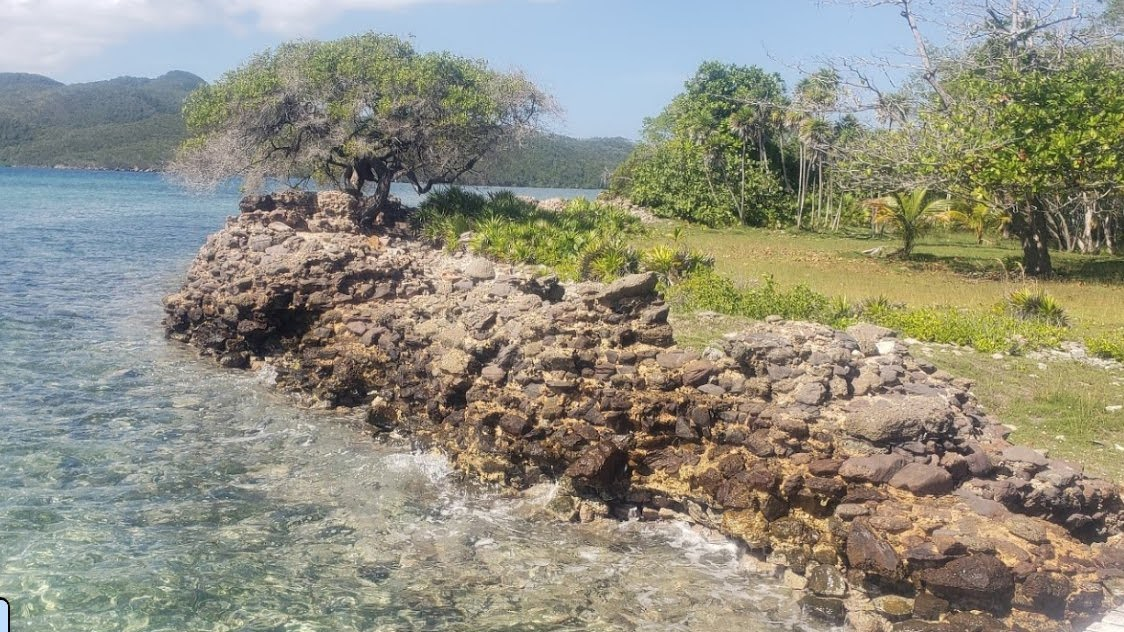
Restos del fuerte atribuido al pirata inglés Henry Morgan

Fort Morgan Cay, es un islote localizado en el archipiélago de las Islas de la Bahía, Honduras. 

## Historia
Después de que almirante Cristóbal Colón desembarcara en las Islas de la Bahía en 1502 las islas estuvieron bajo ocupación española formando parte del virreinato de Nueva España. No obstante intentos de los ingleses de tomar el archipiélago fueron varios y tras el aumento de la piratearía, la presencia de corsarios y piratas en las islas aumento durante el siglo XVII. A principios de 1642 una partida de piratas ingleses (freebooters en inglés) se apoderó de Roatán y Guanaja y estableció allí su base de operaciones. "Tales fueron las depredaciones cometidas por los invasores, que la suprema autoridad de Guatemala, de acuerdo con la Gobernador de La Habana y la Presidente de la Audiencia de Santo Domingo organizaron una expedición al mando de Francisco Villalba y Toledo, para expulsar de Roatán á los ingleses".
A mediados del siglo XVII el corsario inglés Henry Morgan ya había realizado vareas operaciones de saqueo en varias localidades del Caribe que estaban bajo el dominio español. Una de sus bases operativas en el Caribe se localizaría en las Islas de la bahía debido a la enorme presencia dela piratearía inglesa en la zona. Tras establecerse ahí, decidió adueñarse e un islote al sur de la isla de Roatán donde mandaría a construir una fortaleza en su costa para protegerse en el hipotético ataque español. Tras su muerte en 1688 esta base quedó en el absoluto olvido quedando a merced del mar.

### En elsigloXX
Tras años de abandono se decidió rescatar la zona para fines turísticos, y el islote fue comprado y convertido una isla privada, se construyó un resort privado el cual aun atrae a varios turistas nacionales y extranjeros, los cuales pueden visitar las ruinas de lo que alguna vez fue el fuerte.